# Kerstin Köppen
Kerstin Köppen (n. 24 noiembrie 1967, Rathenow, RDG) este o canotoare ce a reprezentat Germania, medaliată olimpică. A participat la 2 ediții ale Jocurilor Olimpice (1992, 1996) în care a câștigat două medalii de aur.